# Шов-Сурі (Сейшельські острови, Мае)
Шов-Сурі (фр. Chauve Souris, «Острів кажана») — невеликий острівець в Індійському океані, входить до архіпелагу Сейшельські острови.
Розташований за 320 м від західного узбережжя острова Мае, на західному краю бухти Анс-а-ла-Муш. Острів Шов-Сурі являє собою гранітну скелю, розміром приблизно 45 на 45 метрів. Рослинності на острові майже немає.
Однойменний острів є поблизу північно-східного узбережжя острова Праслен. 